# Nelly Rapp – Monsteragent
Nelly Rapp – Monsteragent är en svensk långfilm baserad på seriefiguren Nelly Rapp som hade biopremiär 23 oktober 2020, i regi av Amanda Adolfsson med bland annat Matilda Gross, Johan Rheborg, Marianne Mörck, Björn Gustafsson och Lily Wahlsteen i huvudrollerna.
2023 kom uppföljaren Nelly Rapp – Dödens spegel.

## Handling
Nelly och hennes hund London ska tillbringa höstlovet hos sin morbror Hannibal. Men det visar sig att Hannibal inte lever det lugna liv som hon trott – han är en monsteragent! Nelly är snart omgiven av vampyrer, spöken, varulvar och Frankensteinare och dras in i ett gastkramande äventyr där allt hon tidigare trott på sätts på prov.

## Om filmen
Filmen vann två guldbaggar för bästa mask/smink och för bästa kostym på Guldbaggegalan 2021. Den blev nominerad till tre guldbaggar för bästa scenografi, bästa originalmusik och bästa kvinnliga biroll (Marianne Mörck).

## Rollista
- Matilda Gross – Nelly Rapp
- Johan Rheborg – Hannibal
- Marianne Mörck – Lena-Sleva
- Björn Gustafsson – Vincent
- Lily Wahlsteen – Roberta
- Emma Broomé – Vanja Varulv
- Amy Deasismont – spöket Albertina
- Josefin Johansson – spöket Ada
- David Wiberg – Lukas Vampyr
- Elisabeth Wernesjö – präst
- Stephen Rappaport – vampyr i bur
- Peter Lorentzon – militär
- Leif Edlund Johansson – kund i korvkiosk
- Jens Ohlin – Lennart
- Ove Wolf – korvgubbe
- Fredrik Dahl – hantverkare
- Margareta Olsson – professor gammal
- Hannah Alem-Davidson – brevbärare
- Rebecca Kaneld – Eva